# Bahnhof Tharandt
Der Bahnhof Tharandt ist eine Betriebsstelle der Bahnstrecke Dresden–Werdau auf dem Gemeindegebiet der Stadt Tharandt. Bis zur Elektrifizierung der Strecke im Jahr 1966 war Tharandt eine bedeutende Zwischenstation zum Ansetzen der Schiebelokomotiven auf der Steilrampe bis Klingenberg-Colmnitz. Heute hat der Bahnhof nur noch für den Regionalverkehr Bedeutung, er ist Endpunkt im Dresdner S-Bahn-Netz für einige Leistungen der Linie S3.

## Geschichte

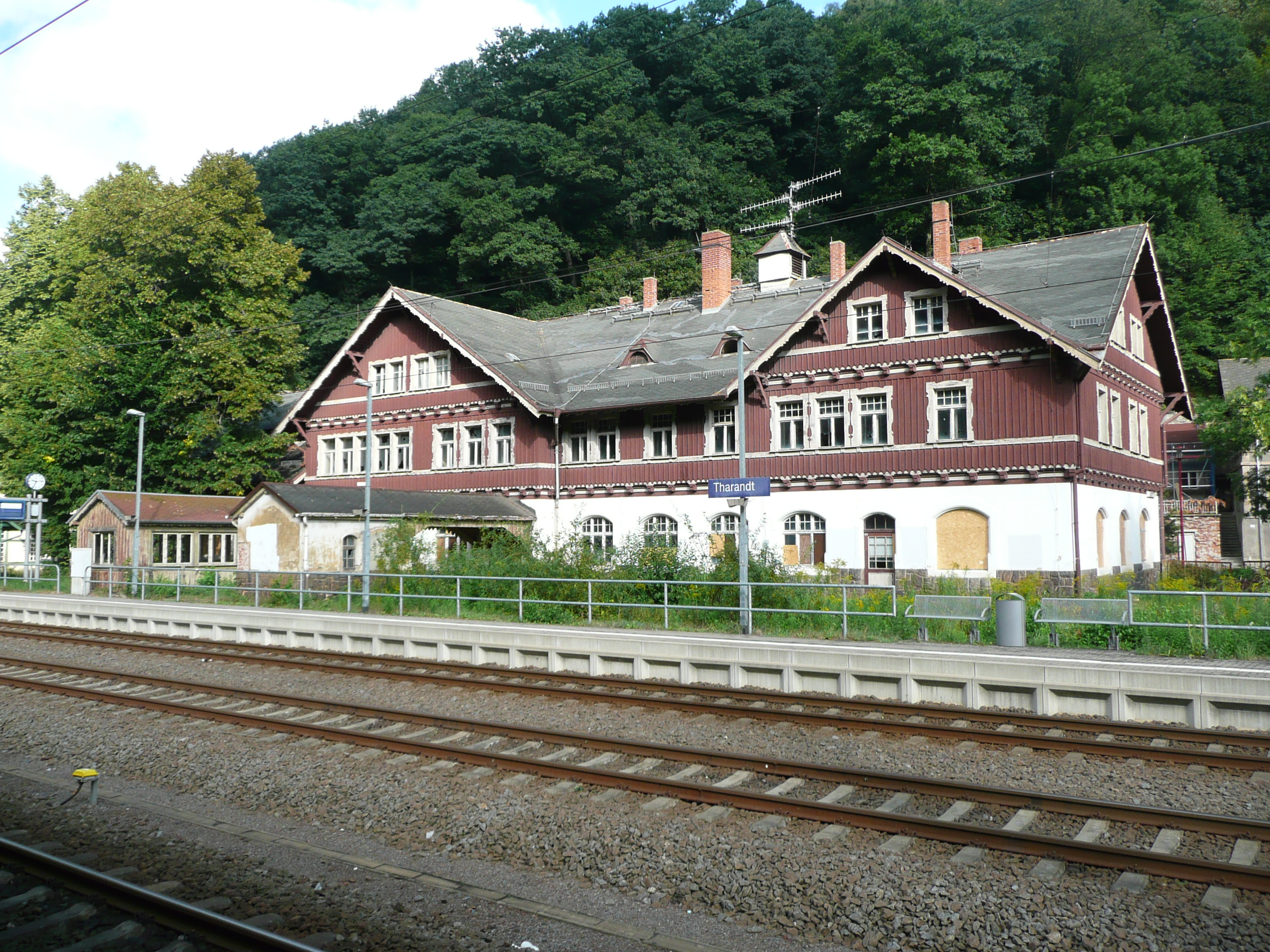
Empfangsgebäude, Gleisseite

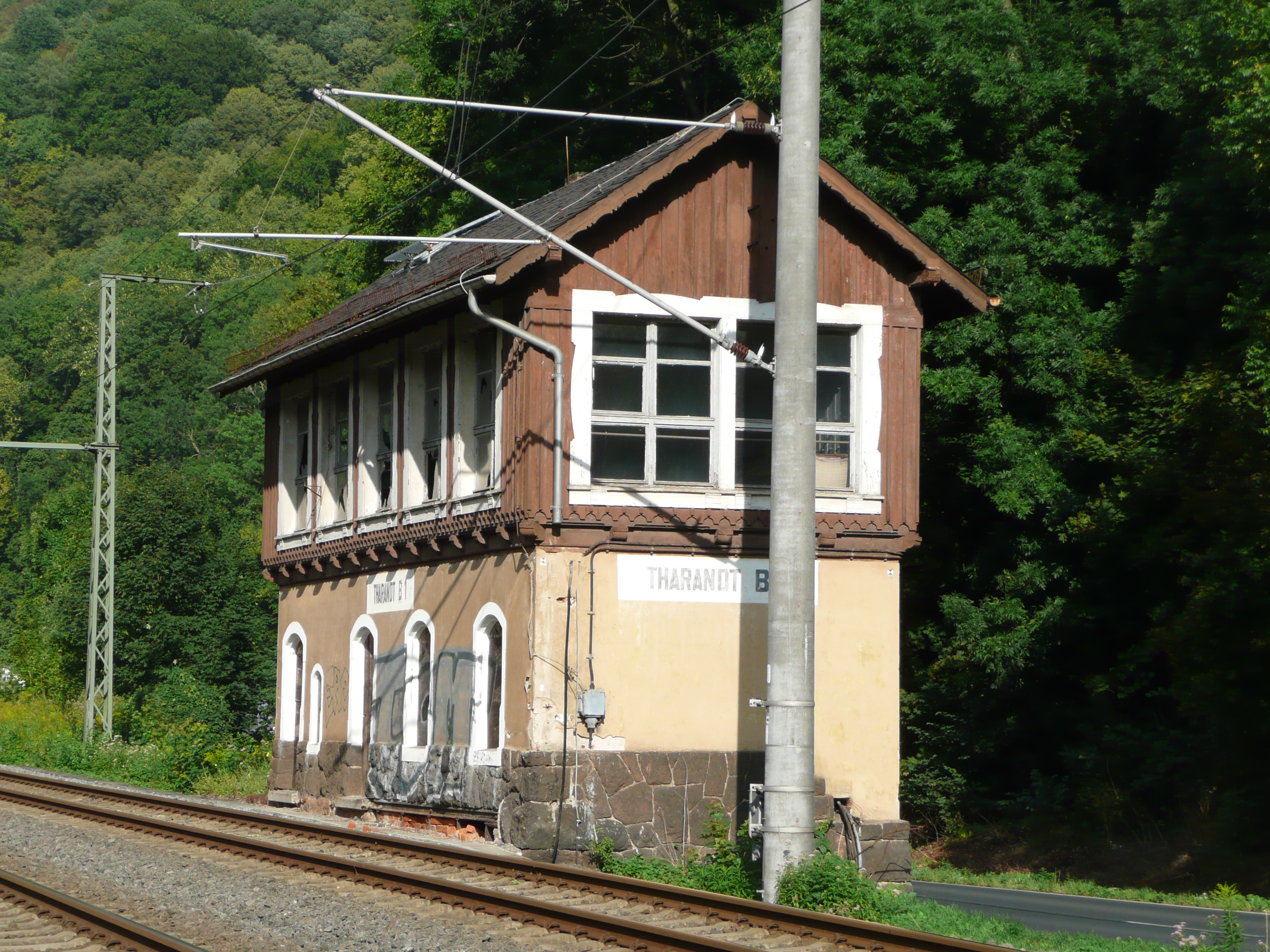
Stellwerk B1 (2015)

Der Bahnhof Tharandt entstand am 28. Juni 1855 mit Eröffnung der Strecke der Albertsbahn AG und ihren Abzweigungen für die Kohlegruben im Plauenschen Grund. Seine eigentliche Bedeutung bekam der Bahnhof erst 1862 mit der durchgehenden Eröffnung der Bahnstrecke Dresden–Werdau, als der Bahnhof Talstation der im Dampflokbetrieb gefürchteten Tharandter Steige wurde. Auf einer Streckenlänge von zwölf Kilometern mussten dabei über 230 Höhenmeter bis zum Bahnhof Klingenberg-Colmnitz überwunden werden. Es waren in Tharandt von der Zeit an immer mindestens zwei Schiebe- oder Vorspannlokomotiven stationiert, um die Züge ohne Probleme über die Steige zu befördern. Jedenfalls entwickelte sich der Streckenabschnitt von Dresden bis Tharandt stark. Schon 1900 war die Linie von Dresden bis Tharandt an ihrer Kapazitätsgrenze angelangt.
Das führte zum Umbau des gesamten Bahnhofes. 1909 entstand das heute noch vorhandene repräsentative Empfangsgebäude im Schweizer Stil und die zahlreichen Nebengebäude. Die Gleisanlagen wurden stark vergrößert. Insgesamt gab es in dem Bahnhofsgelände 17 Gleise. Auf alten Fotografien ist zu sehen, dass es damals keinen Hausbahnsteig, sondern zwei Zwischenbahnsteige gegeben hat. Zwischen dem Empfangsgebäude und den Bahnsteigen gab es für die Reisenden eine Unterführung und für das Gepäck eine Gepäcküberführung, wie sie auch in Freital-Potschappel bestanden hat.  Eine Lokeinsatzstelle existierte hier bis zur Elektrifizierung des Bahnhofes 1966. Um die Zeit um 1900 entstanden die beiden Stellwerke an den Bahnhofseinfahrten Richtung Dresden und Edle Krone und die zahlreichen Nebengebäude wie die Bahnmeisterei und viele Wirtschaftsgebäude.
Da der Zugverkehr auf der Bahnstrecke Dresden–Werdau damals sehr stark war, lässt sich die große Gleisanzahl des Bahnhofes erklären. Ursprünglich bestand die Strecke zwischen Hainsberg und Tharandt aus vier Gleisen. Mindestens zwei Schiebelokomotiven waren immer im Bahnhof Tharandt stationiert. da die Züge auf der Trasse, wie der Schnellzug Dresden–München, aus mindestens etwa sieben vierachsigen Schnellzugwagen bestanden und zur Einhaltung der Fahrzeiten Vorspann- und Schiebelokomotiven benötigten. Daran änderte sich nach den Weltkriegen nichts. Auf Fotografien werden die Interzonenzüge von Görlitz nach München mit zehn vierachsigen Schnellzugwagen abgebildet, die in dieser Länge über die Rampe befördert werden mussten.

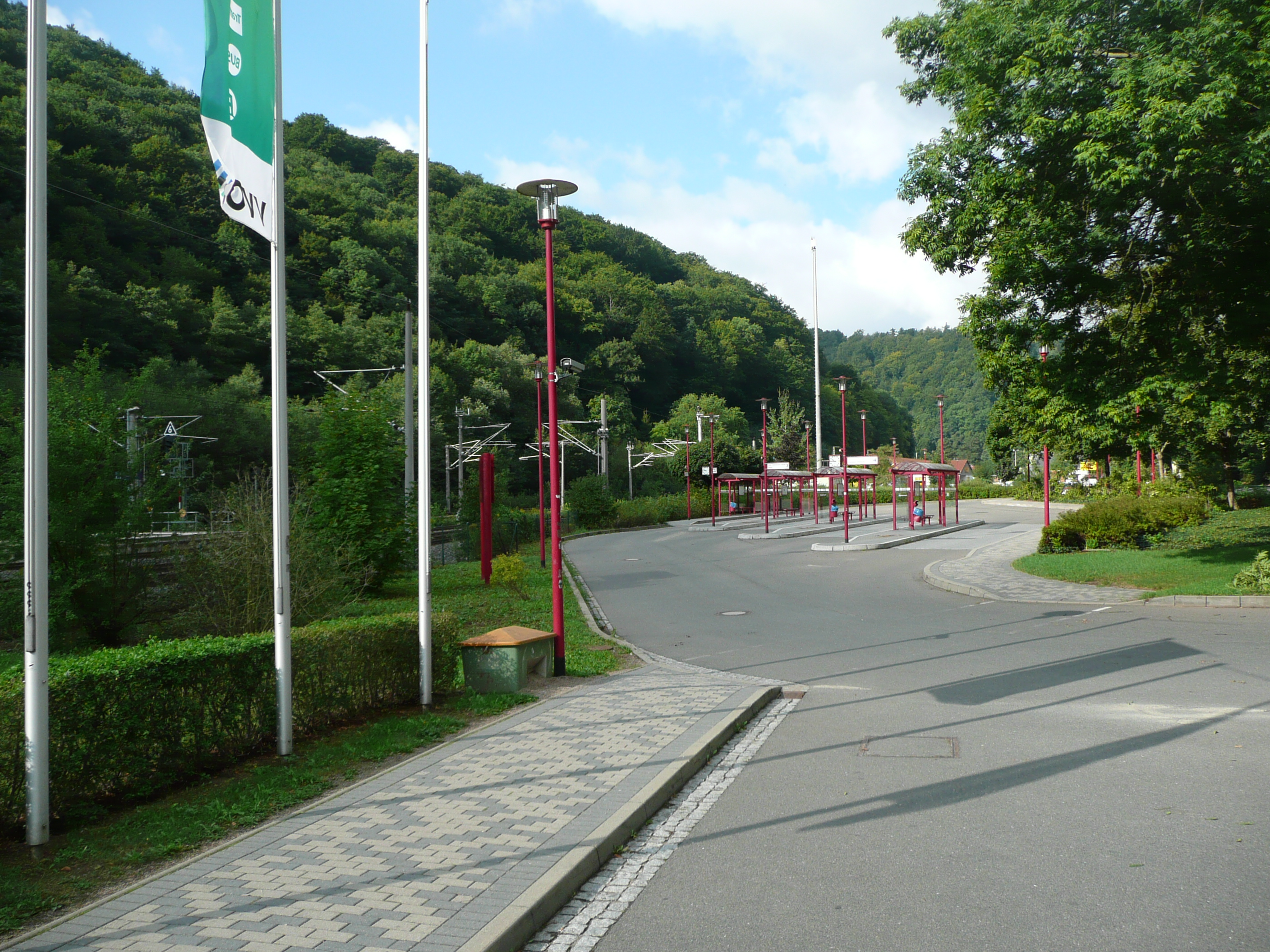
Bushaltestellen auf dem Bahnhofsvorplatz

1966 wurde die Bahnstrecke Dresden–Werdau elektrifiziert. Das hatte für den Betriebsdienst gewaltige Vorteile, da die Schiebedienste vom Bahnhof Tharandt aus entfielen. Schwere Güterzüge wurden mit zwei E 42, die Reisezüge mit einer Lokomotive dieser Reihe transportiert. Die Gleisanlagen konnte in der Folge reduziert werden. Ein nicht datierter Gleisplan zeigt keinen Lokschuppen mehr. Die größten baulichen Veränderungen wurden nach 1989 vollzogen; es wurde die Gepäcküberführung zu den Zwischenbahnsteigen entfernt, das genaue Datum steht nicht mehr fest. Heute ist von dieser Anlage nur noch ein einstöckiges Gebäude auf dem Hausbahnsteig zu sehen. Die Gleisanlagen auf dem Bahnhofsvorplatz wurden entfernt und durch eine Bushaltestelle und umfangreiche Fahrradständer ersetzt.
Im Jahr 2001 wurde der Bahnhof mit einem Elektronischen Stellwerk ausgerüstet. Dadurch ergaben sich die größten Veränderungen auf dem Bahnhof. Seither besteht er nur noch aus fünf durchgehenden Gleisen, einem Zwischenbahnsteig und einem Hausbahnsteig. Die beiden mechanischen Stellwerke wurden funktionslos. Durch das Augusthochwasser 2002 wurden die Gleisanlagen des Bahnhofes durch die Wilde Weißeritz komplett zerstört. Beim Wiederaufbau wurden einige Gebäude wie das Stellwerk W2, die Bahnmeisterei und einige Wirtschaftsgebäude mit abgerissen. Das Empfangsgebäude steht seither leer und ist in baulich schlechtem Zustand. Daran änderte auch der 2013 vollzogene Verkauf des Gebäudes nichts. 2020 begann die Rekonstruktion des Empfangsgebäudes für die Nutzung als Studentenwohnungen. Insgesamt wurde ein Großteil der historischen Gebäude in den jetzigen Bahnbetrieb integriert und vor dem Abriss gerettet. Das Stellwerk B1 wurde am 9. Januar 2016 abgerissen; mit der Anlage des Radweges zwischen Hainsberg und Tharandt wird für den zweiten Bauabschnitt das Gelände der Deutschen Bahn, auf dem das ehemalige Stellwerk stand, zur Radweganlage benötigt. Im Vorfeld war der Denkmalschutz des Gebäudes aufgehoben worden.

## Vorhandene Nebengebäude des Bahnhofes Tharandt 2015

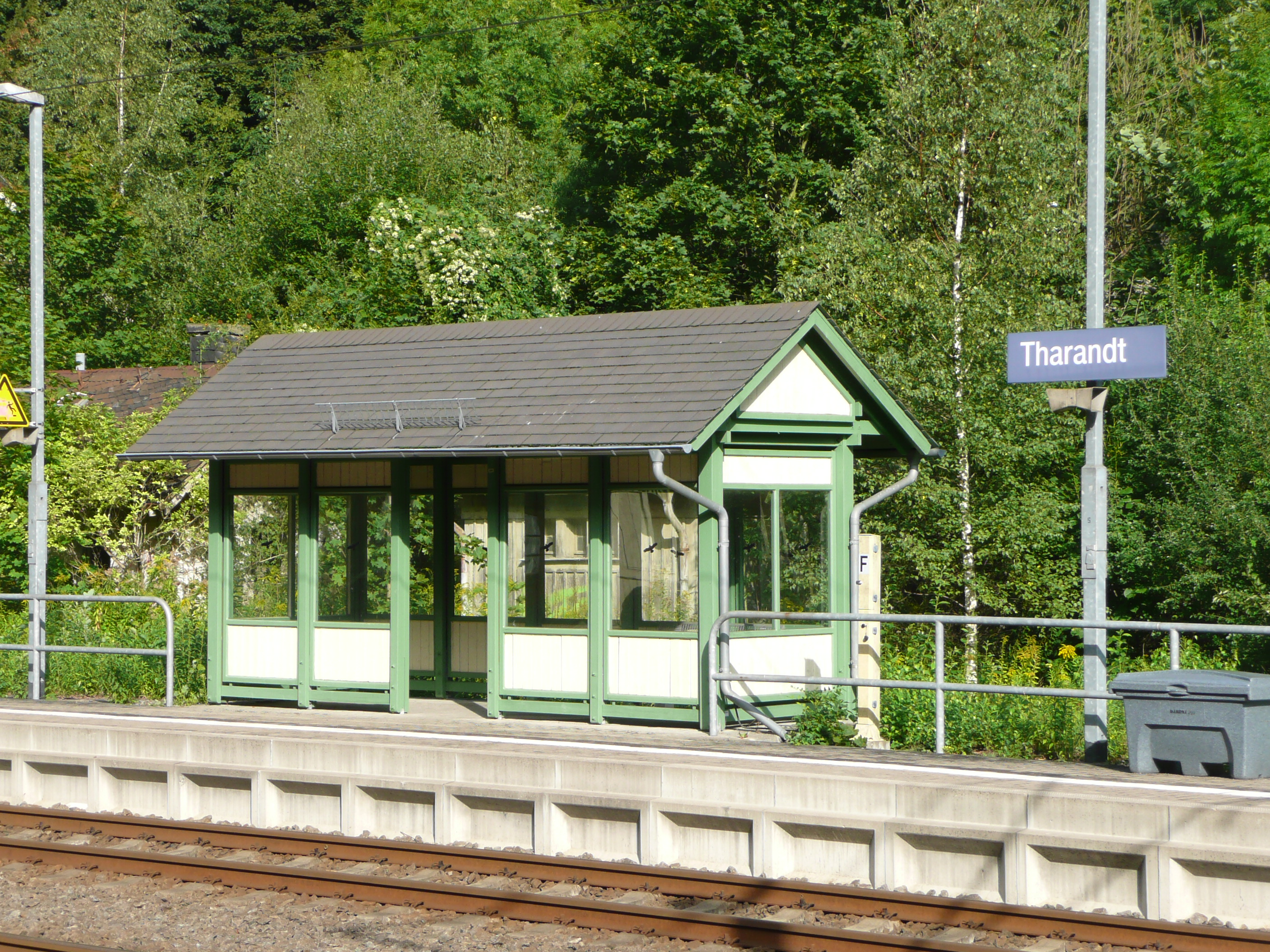
Neu gebaute Wartehalle am Hausbahnsteig des Bahnhofes Tharandt
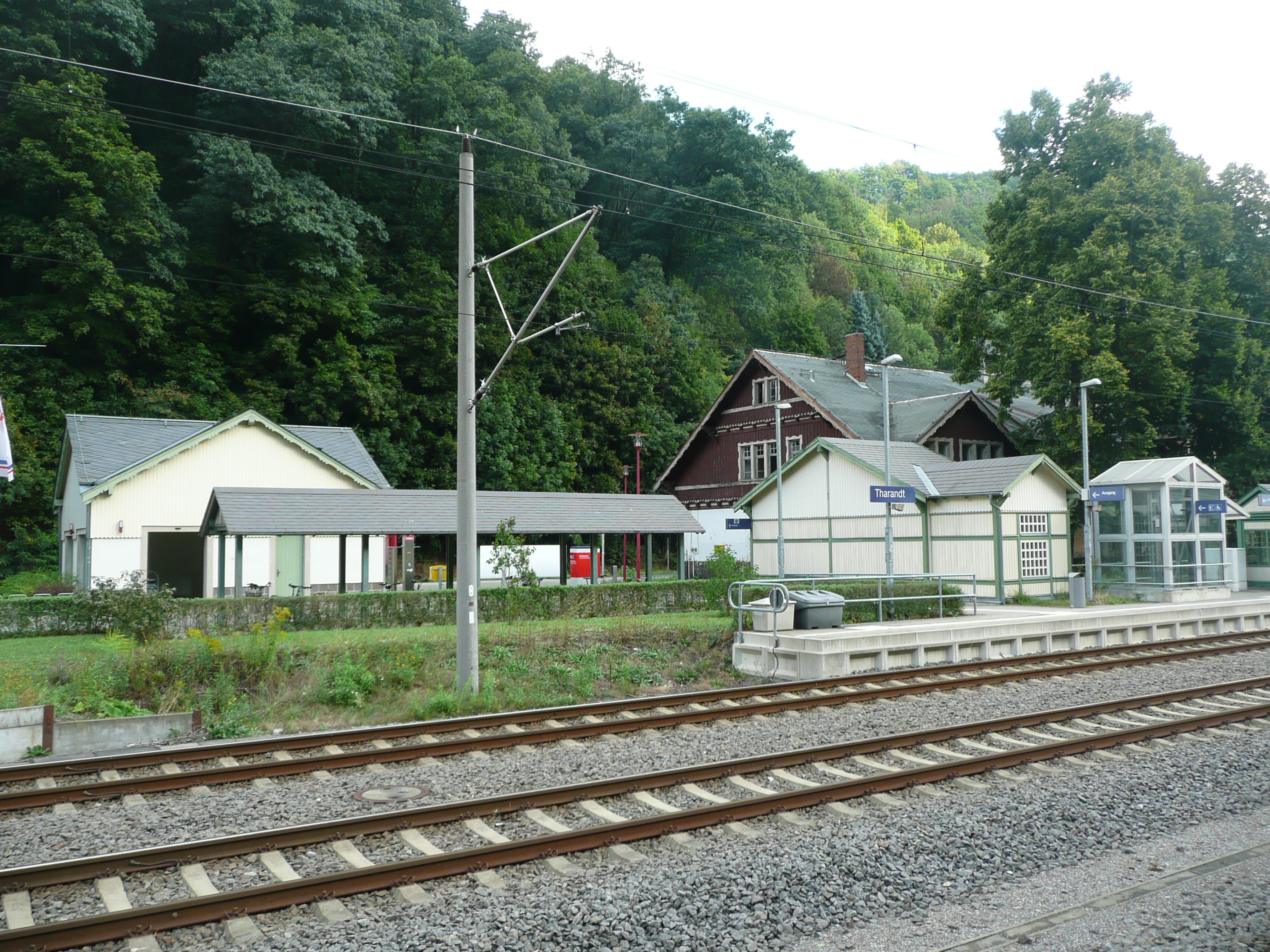
Wartehalle, Fahrradständer und Unterführung neben dem EG des Bahnhofes Tharandt
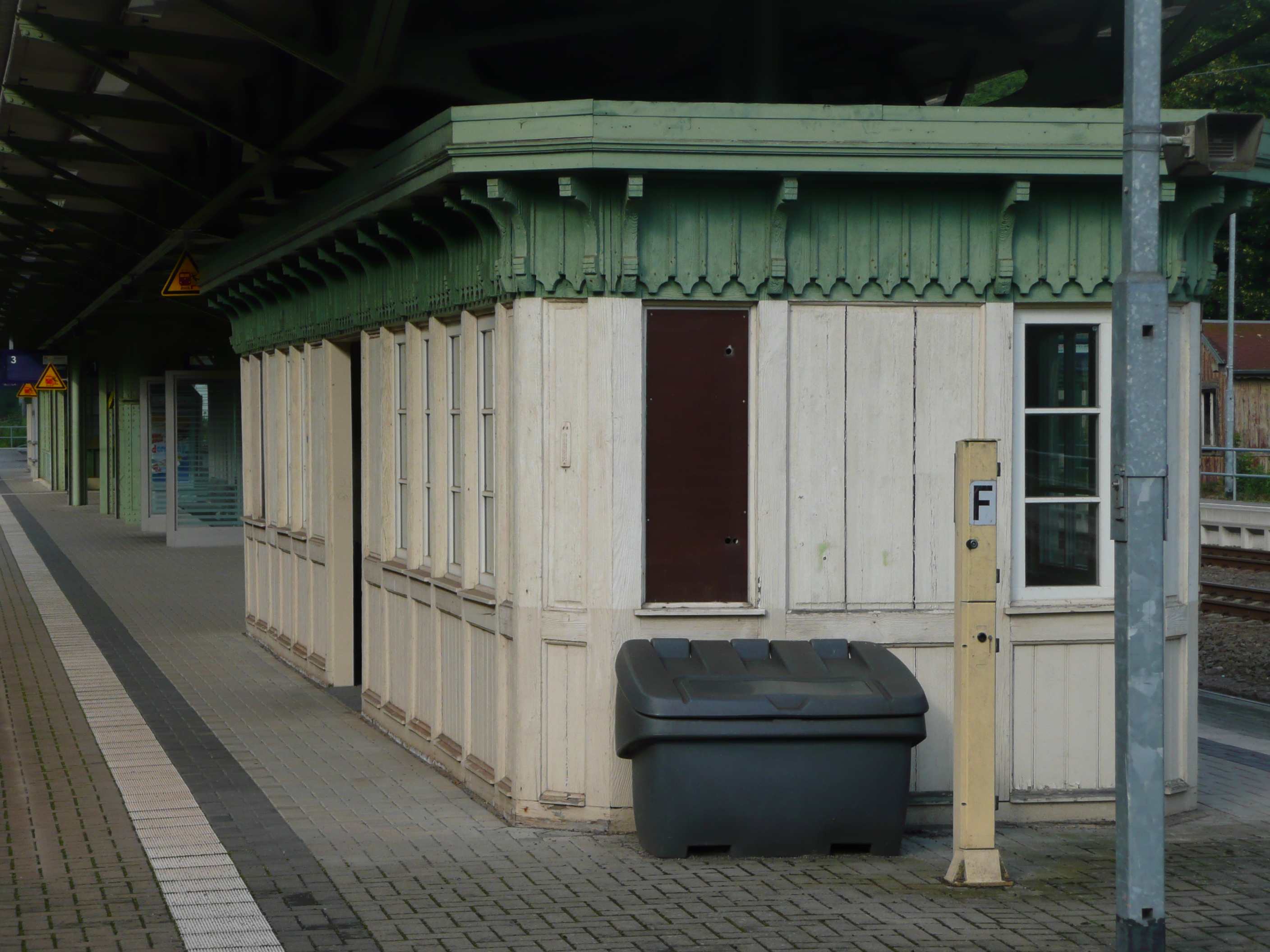
Wartehalle des Zwischenbahnsteiges im Bahnhof Tharandt
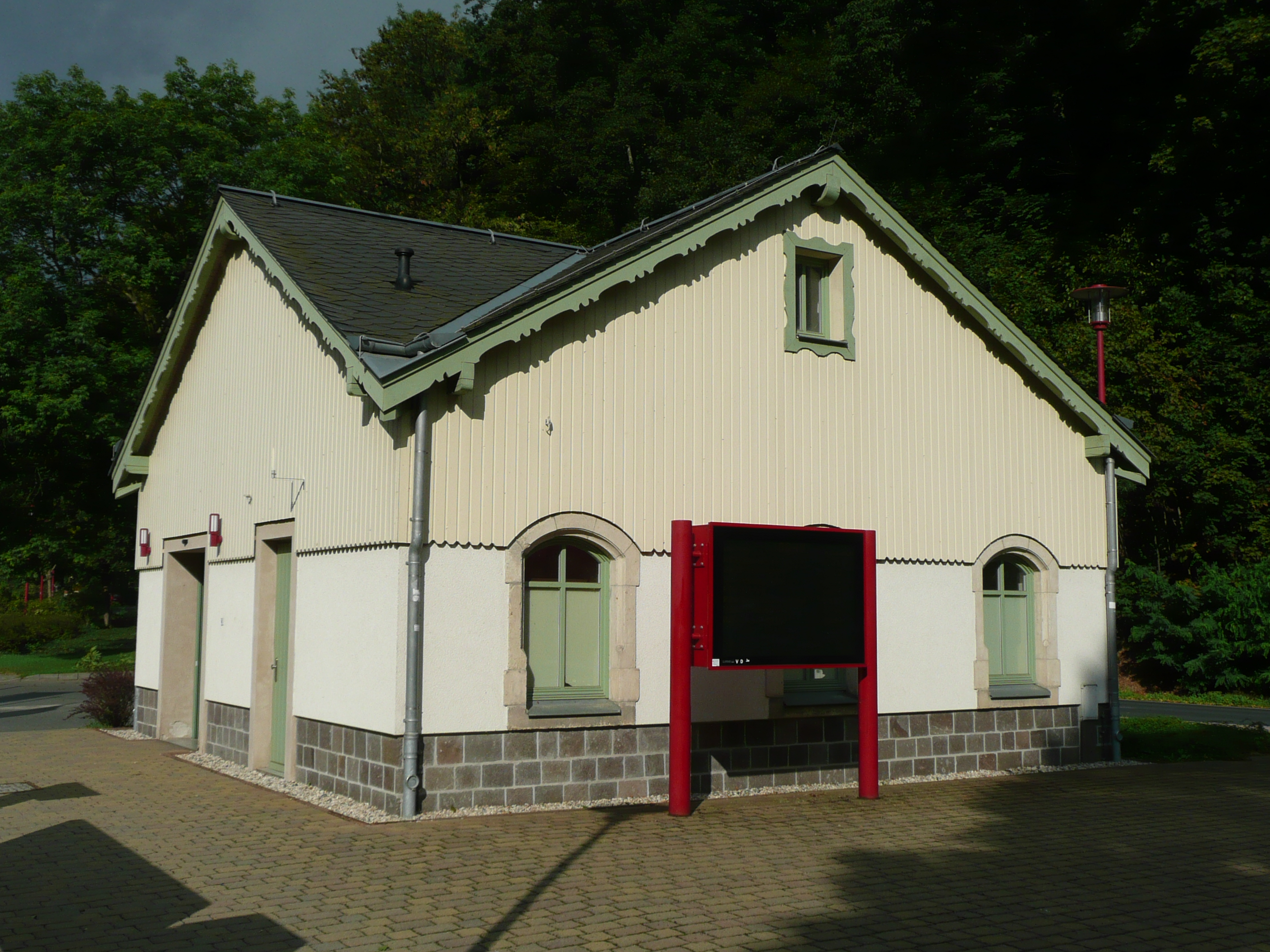
Zur Wartehalle umgebautes ehemaliges Wirtschaftsgebäude des Bahnhof Tharandt

## Bahnsteige

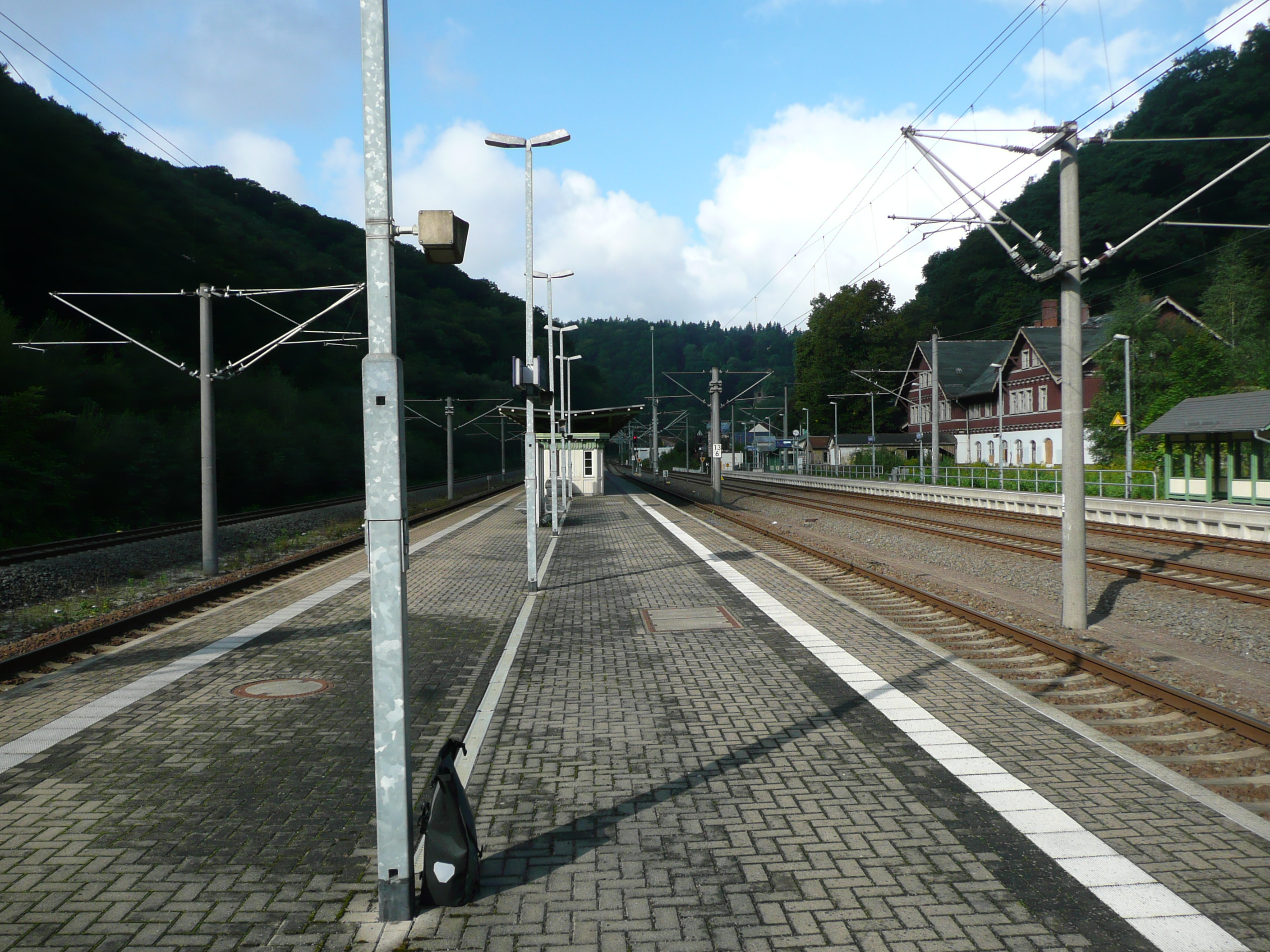
Bahnsteigansicht des Bahnhofes Tharandt von Dresden aus gesehen

Über die ursprünglichen Gleis- und Bahnsteiganlagen des Bahnhofes lassen sich keine Angaben machen. Nach der Erweiterung um 1909 besaß der Bahnhof zwei Zwischenbahnsteige. Die Reisenden hatten Zugang zu den Zwischenbahnsteigen über eine Unterführung. Das Gepäck wurde in einer Gepäcküberführung über die Hauptbahngleise befördert. Der Zugang zur Unterführung und zum Lastaufzug erfolgte vom Empfangsgebäude. Die Reste der Zugänge zum Zwischenbahnsteig sind auf der Gleisseite des Bahnhofsgebäudes heute noch zu sehen. Der Bahnhof besaß ursprünglich keinen Hausbahnsteig, die Gleise am Empfangsgebäude wurden für die Schiebelokomotiven und Zufuhr zum Güterschuppen verwendet.
Heute besitzt der Bahnhof drei Bahnsteiggleise, einen Hausbahnsteig und nur noch einen Zwischenbahnsteig. Der Zugang erfolgt zum Zwischenbahnsteig über ein ehemaliges Wirtschaftsgebäude. Am Hausbahnsteig halten die Personenzüge Richtung Freiberg. Am Zwischenbahnsteig halten die Züge nach Dresden und die in Tharandt endenden S-Bahn-Züge. Zwischen dem Hausbahnsteig und dem Zwischenbahnsteig sowie hinter dem Zwischenbahnsteig befinden sich Durchfahrt- und Überholgleise für in Tharandt nicht haltende Züge.

## Verkehr
Zur Dampflokzeit mussten fast alle Züge auf der Rampe nachgeschoben werden, was eine gute Logistik des Bahnhofes für den Schiebebetrieb und den Einsatz der schnelleren und langsameren Züge voraussetzte. Die Ost-West-Richtung der Bahnlinie war immer eine stark frequentierte Route für Güter- und Personenzüge. Nach der Elektrifizierung entfielen die Betriebshalte im Bahnhof durch das Ansetzen der Schiebelokomotiven. Es gab ungefähr einen stündlichen Zugbetrieb durch den Bahnhof, wobei bis 1989 der Güterverkehr in Richtung Freiberg noch recht beträchtlich war.
Aktuell (2022) verkehren stündlich die Regionalexpress-Linie 3 Dresden–Hof, die Regionalbahn-Linie 30 Dresden–Zwickau und die S-Bahn-Linie 3 Dresden–Freiberg, wobei die S-Bahn aus Dresden außerhalb der Hauptverkehrszeiten in Tharandt endet. Der Betrieb mit Güterzügen hat im Vergleich zu früheren Zeiten abgenommen.

## Lokbahnhof Tharandt

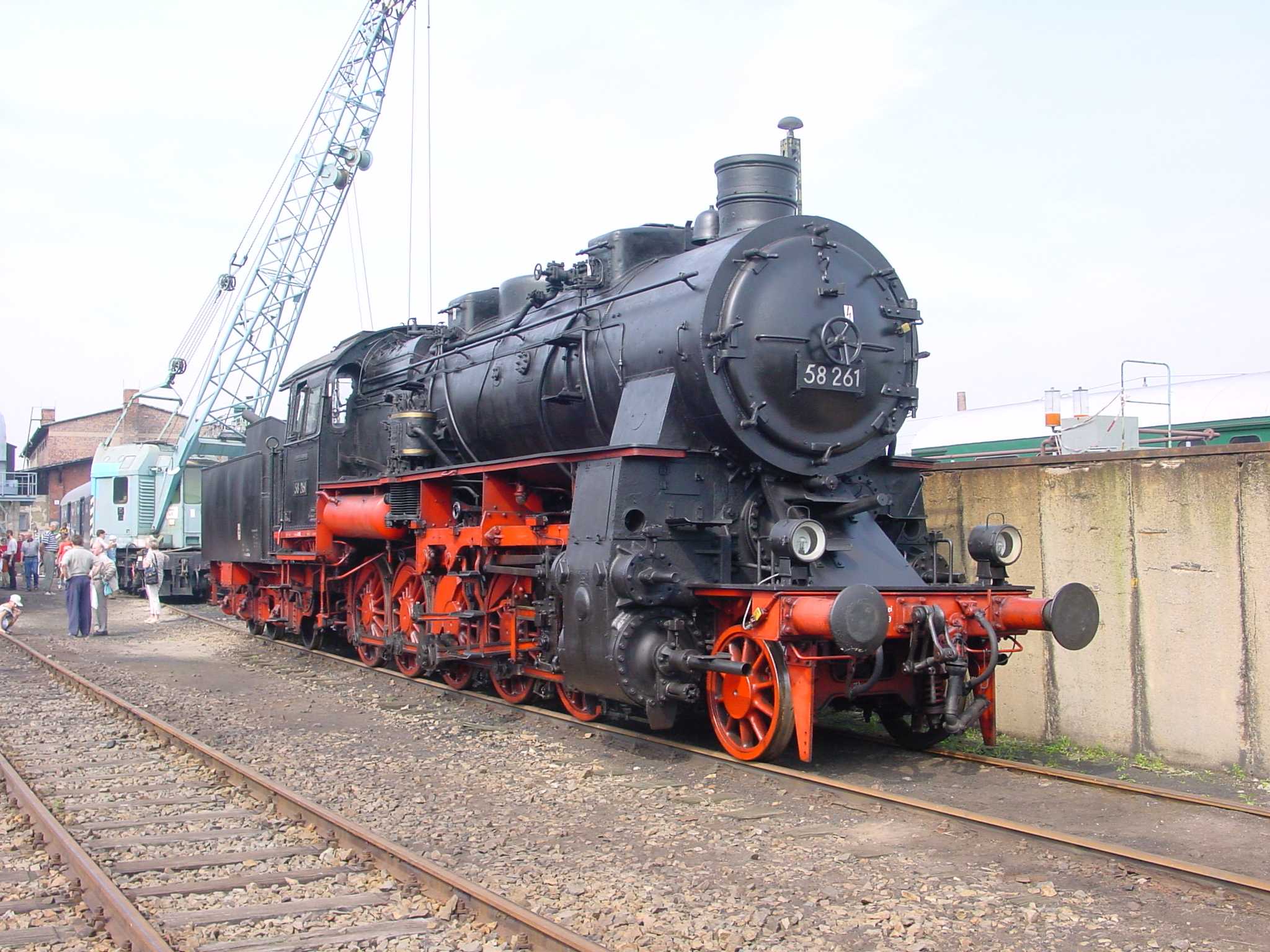
Dominierende Schiebelokomotive in Tharandt war die Baureihe 58

Der Lokbahnhof lag anstelle des heutigen Nettomarktes an der Ausfahrt in Richtung Werdau. Nach der Elektrifizierung der Strecke (1966) diente das Heizhaus bis zu seinem Abriss Anfang der 1990er Jahre als Depot des Verkehrsmuseums Dresden.
Beheimatete Lokomotiven waren hier die 75.5, die 95.0, die 93.5, die 94.20 sowie unterschiedliche Vertreter von Schlepptenderlokomotiven der Reihen 58, die die letzten Jahre des Schiebedienstes prägten. Ein besonderes Kapitel spielen hier Lokomotiven der Reihe 58 mit Kohlenstaubfeuerung, von denen auf einer Fotografie um 1961 zwei Lokomotiven dieser Bauform abgebildet sind. Von diesen Lokomotiven ging eine geringere Waldbrandgefahr beim Betrieb durch den Tharandter Wald aus. Alle Schiebelokomotiven waren mit der Kellerschen Kupplung ausgerüstet, was ein Abkuppeln der Schiebelokomotiven ohne Halt des Zuges am Scheitelpunkt am Bahnhof Klingenberg-Colmnitz ermöglichte.